# First Pain
「First Pain」（ファースト ペイン）は、石川智晶の6枚目（通算7枚目）のシングル。2009年7月29日発売。発売元はJVCエンタテインメント・flying DOGレーベル。

## 概要
オリコンチャート自己最高の3位を記録した前作「Prototype」から7ヶ月振りの発表となる本作は、3ヶ月連続リリース作品の第1弾となる。
タイトル曲「First Pain」は、NHK教育テレビにて2009年7月から2010年3月まで放送されたテレビアニメ『エレメントハンター』のオープニングテーマとして起用された。楽曲は歌詞の中にもあるように、「生きること」をテーマとしたものになっている。PVはアイルランドで撮影が行われた。
カップリング曲「誰も教えてくれなかったこと」は、同年9月に発表された3ヶ月連続リリース第3弾目となるアルバムに、そのままタイトルが冠せられた。

## 収録曲
全曲 作詞・作曲：石川智晶、編曲：西田マサラ
1. First Pain [4:56] 
  - NHK教育テレビ『エレメントハンター』オープニングテーマ
  - テレビ東京『あにてれ Presents アニソンぷらす+』2009年7月度エンディングテーマ
2. 誰も教えてくれなかったこと [5:07]
3. First Pain(without vocal)
4. 誰も教えてくれなかったこと (without vocal)